# Saint-Hilliers
Saint-Hilliers település Franciaországban, Seine-et-Marne megyében. Lakosainak száma 479 fő (2022. január 1.). Saint-Hilliers Rouilly, Bannost-Villegagnon, Bezalles, Champcenest, Courchamp, Mortery, Voulton és Chenoise-Cucharmoy községekkel határos.

## Népesség
A település népessége az elmúlt években az alábbi módon változott:
| Lakosok száma | 464  | 468  | 478  | 473  | 477  | 483  | 489  | 484  | 479  |
|               | 2013 | 2015 | 2016 | 2017 | 2018 | 2019 | 2020 | 2021 | 2022 |